# Sae Ōtsuka
Sae Ōtsuka (大塚紗英 Ōtsuka Sae, * am 10. Oktober 1995 in Kanagawa-ku, Yokohama, Präfektur Kanagawa) ist eine japanische Musikerin und Seiyū.

## Karriere

### Als Musikerin
Im Alter von fünf Jahren bekam Ōtsuka von ihrer Mutter ein Spielzeug-Piano geschenkt. Im gleichen Alter schrieb sie, laut einem Interview, ihr erstes eigenes Lied. Seit der Grundschule ist Ōtsuka musikalisch aktiv. In der Mittelschule spielte sie Posaune in einer Schüler-Brassband.
Bevor Ōtsuka im Jahr 2015 zum BanG-Dream!-Franchise stieß, war sie eine Straßenmusikerin. Innerhalb des Franchise spielt sie E-Gitarre in der J-Pop-Gruppe Poppin’Party in der sie die Rolle der Tae Hanazono annimmt und diese auch im Anime spricht. Auch war sie Session-Musikerin der Gruppe THE THIRD, die ebenfalls zum Franchise gehört, verließ diese nach dem ersten Konzert wieder.
Seit 2019 ist Ōtsuka ein Teil des Musikquartetts RONDO aus dem D4DJ-Projekt des Multimedia-Konzerns Bushiroad. In diesem Projekt spricht sie die Rolle von Nagisa Tsukimiyama.
Seit Februar 2020 ist sie als Solo-Musikerin aktiv. Sie brachte am 26. Februar 2020 ihr Debüt-Minialbum Avant Title über Avex heraus. Das Album erreichte den 19. Platz in den japanischen Albumcharts.

### Als Seiyū
Als Seiyū erreichte Ōtsuka vor allem durch ihre Sprechrolle der Tae Hanazono im Multimedien-Franchise BanG Dream! Bekanntheit. Neben diesem Projekt sprach sie außerdem die Rolle der Juri Torigoe in der Kurzanime-Fernsehserie Rebirth.
Sie verlieh zudem dem Charakter der Sotorihime aus dem Videospiel Megami Meguri ihre Stimme.

## Diskografie

### Mit Poppin’Party
- → Hauptartikel: BanG Dream!/Diskografie#Poppin’Party

### Solo
- 2020: Avant Title (Mini-Album, Avex)

## Sprechrollen
- 2016: Megami Meguri (Videospiel) als Sotorihime
- seit 2017: BanG Dream! als Tae Hanazono
- 2020: Rebirth als Juri Torigoe

## Kurioses
- Ōtsuka besitzt 23 Kaninchen.[3] Dies wurde später in der Anime-Serie des BanG-Dream!-Franchise übernommen. Ihr Charakter Tae Hanazono besitzt in der Serie selbst mehrere Kaninchen.